# Koknese
Koknese (in tedesco Kokenhusen; in polacco Kokenhuza) è un comune della Lettonia nella municipalità di Aizkraukle. Si trova sulla riva del fiume Daugava dove gli confluisce il fiume Perse a circa 100 km ad est di Riga con 2.818 abitanti (dati 2015).

## Storia
La prima citazione che troviamo della città risale al 1205 nelle Cronache di Enrico di Livonia. Koknese fu nel medioevo parte integrante del sistema difensivo della Livonia. Dal 1277 entrò a far parte della Lega Anseatica.

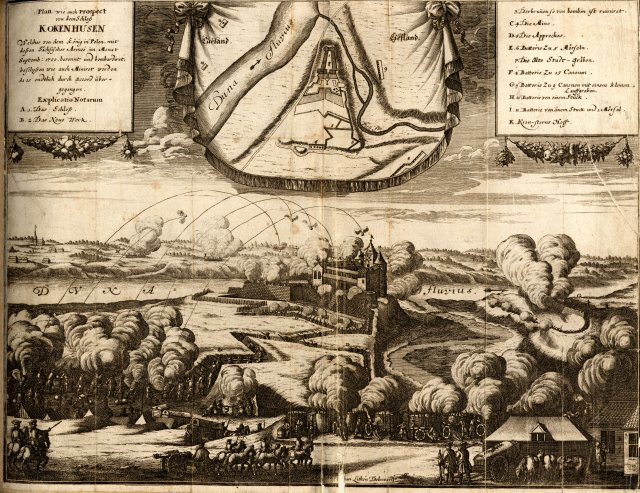

### Periodo tedesco
Dal 1397 la città torna sotto il controllo dell'Arcivescovo di Riga e dal 1420 il castello di Koknese diviene residenza estiva di quest'ultimo. Dal 1529 il castello diviene dimora stabile dell'Arcivescovo portando allo sviluppo della costruzione che ospitava 800-900 persone e portò il consumo di birra a 3900 barili.

### Periodo polacco-lituano e russo
Durante la guerra del Nord del 1561 il castello venne occupato dalle forze polacco-lituane e rinominato Kokenhuzu. Nel 1577 le truppe russe invasero Koknese ed Ivan IV fece uccidere l'intera guarnigione del castello, saccheggiò la città e portò la popolazione in ostaggio in Russia.
Nel 1582 il sovrano della Polonia confermò il diritto di Riga sulla città. Nel 1601 durante la guerra polacco-svedese ci fu la battaglia di Koknese dove i polacchi sconfissero gli svedesi chi avevano occupato il castello l'anno precedente e portarono il Capitano della città in prigionia in Polonia.

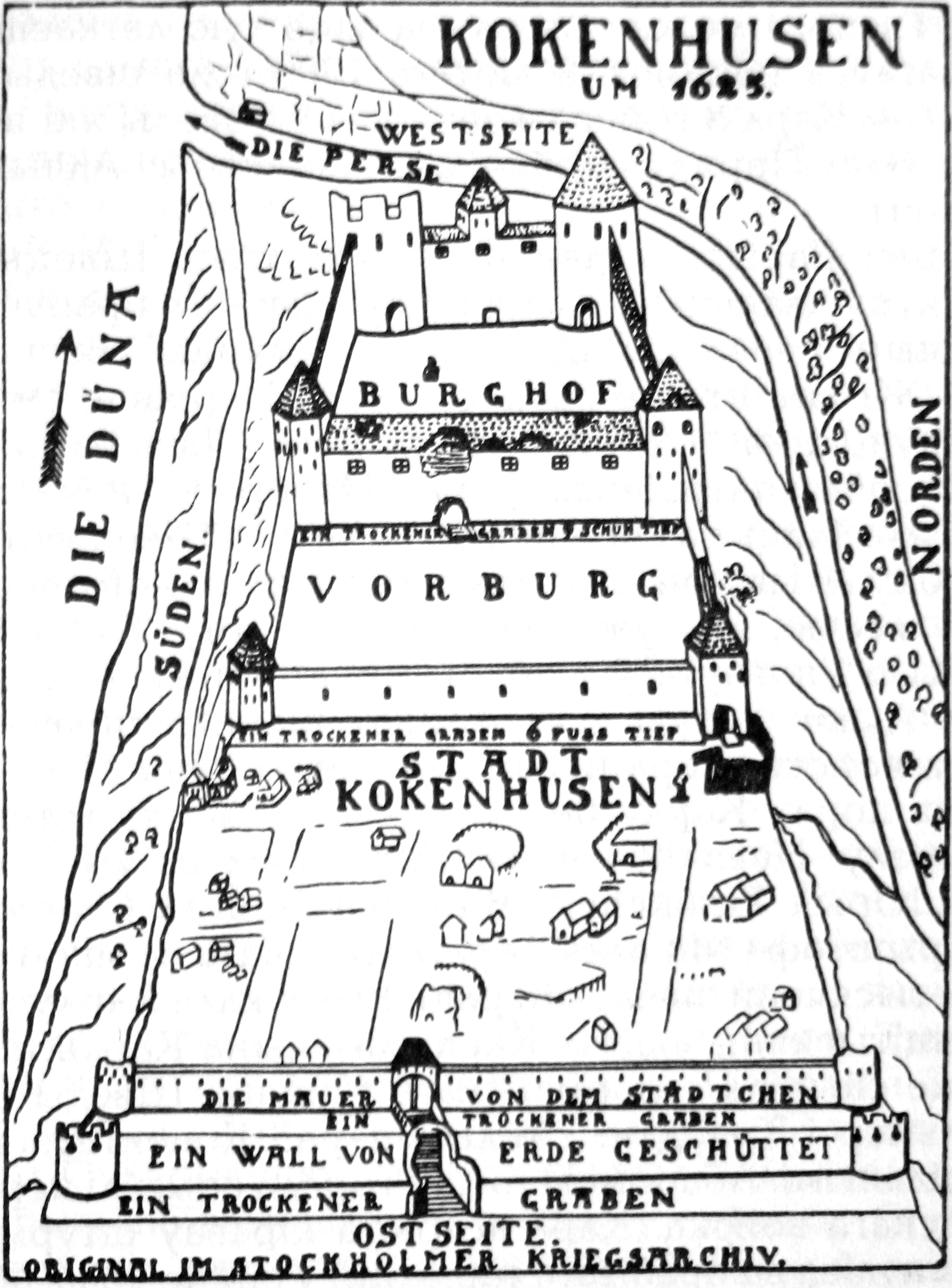
Antica mappa della città del 1625

### Primo periodo svedese
Nel 1625 le truppe del re svedese Gustavo II Adolfo nelle forze di 12.000 unità assediarono il castello che capitolò due giorni dopo l'inizio dell'assedio, dal 1629 la città venne integrata completamente alla Svezia, scrivendolo persino nella pietra delle mura della fortezza. Nel 1634 era la terza città della Livonia svedese dopo Riga e Tartu.

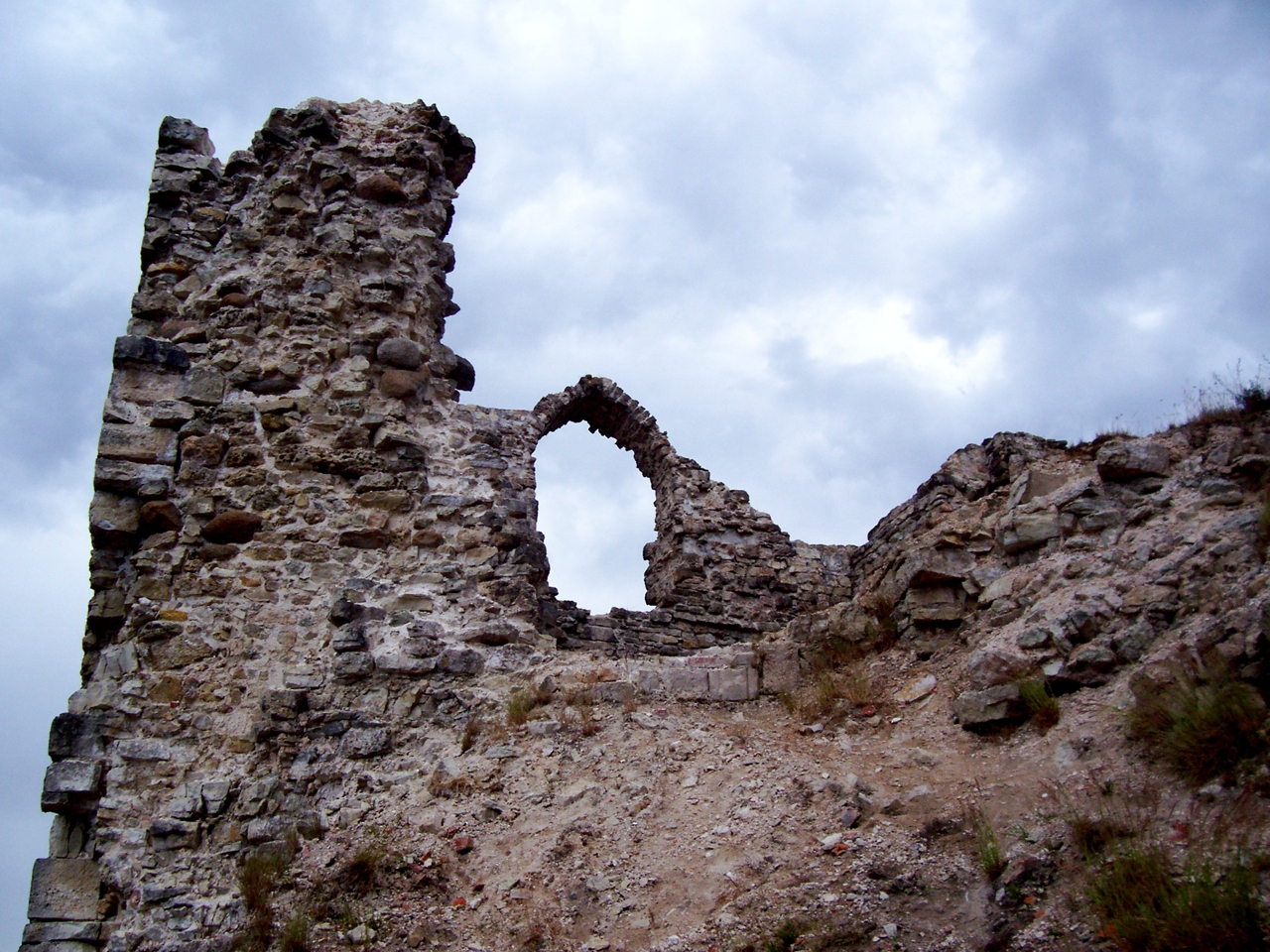
le rovine del castello

### Secondo periodo russo
Dal 1656 al 1661 la città fu conquistata dallo Zar Alessio I che la ribattezzò Dmitry, in una lettera di un suo consigliere che gli descriveva la nuova conquista lo zar lesse  la fortezza è come una seconda Cremlino, i russi pensarono di tenere la città per lungo tempo così vi stabilirono il magazzino centrale russo dei commerci di esportazione.

### Secondo periodo svedese
Ritornati gli svedesi iniziarono i miglioramenti per la protezione del castello e la costruzione di nuove strade, ma la nascita di nuove realtà, lo sviluppo di nuovi commerci fu interrotto dalla nascita della città di Jaunjelgava e dal nuovo potere maturato dal Duca di Curlandia signore di quella città. Nel 1687 fu fondata la prima chiesa luterana e nel 1688 la prima scuola lettone.

### Periodo sassone
Nel 1700 la città fu conquistata dai sassoni che sconfissero gli svedesi in maniera schiacciante, tra il 1709 ed il 1710 un'epidemia di peste travolse la città lasciando in vita solo un quinto della popolazione.

### Terzo periodo russo
Nel 1721 inizia il periodo sotto l'Impero russo, che include Koknese come città fortificata. Nel 1819 già si registrarono diverse attività di commercio ed una discreta emancipazione dei contadini, nel 1861 entra a far parte del progetto ferrovie russe essendo nell'asse Riga-Mosca. Nel 1868 venne fondata la prima società di canto lettone, nel 1885 divenne famoso il primo scrittore lettone, che a Koknese risiedeva Rūdolfs Blaumanis. Nel 1894 l'architetto K.Neiburgers costruisce il famoso palazzo Koknese che venne poi incendiato nel 1905 durante la Prima rivoluzione russa.
Nel 1914 durante la prima guerra mondiale il palazzo subì ulteriori gravi danni tanto che oggi è conservato solamente il parco e del palazzo non rimane più nulla. Nel 1929 venne restaurata la chiesa luterana e nel 1939 iniziò le sue funzioni la chiesa cattolica romana.

## Località
Il comune è stato istituito nel 2009 ed è formato dalle seguenti unità amministrative:
- Bebri
- Irši
- Koknese